# Vagilità
La vagilità (dal latino vagus, "errabondo") è la capacità di un animale di compiere movimenti e spostamenti. È il contrario di sessilità.
Alcune specie sono capaci di compiere dei grossi spostamenti e sono dunque dette altamente vagili. Un esempio è dato dagli uccelli, che essendo in grado di volare, possono percorrere distanze considerevoli. Altre specie, invece, sono capaci di muoversi molto lentamente e sono in grado di compiere piccoli spostamenti. È il caso per esempio degli organismi bentonici quali Echinodermi, Molluschi, Anellidi, eccetera.
La vagilità può svolgere un ruolo chiave nella colonizzazione di nuovi ambienti, soprattutto insulari, e quindi nei fenomeni di speciazione.